# Vermentino di Sardegna
Der Vermentino di Sardegna DOC ist der Weißwein mit der größten Anbaufläche in der italienischen Region Sardinien. Seit dem 23. Februar 1988 verfügen die Weine über den Status einer „kontrollierten Herkunftsbezeichnung“ (Denominazione di origine controllata – DOC), die zuletzt am 7. März 2014 aktualisiert wurde.

## Anbau
Die Zone der zugelassenen Rebflächen umfasst die gesamte Insel, der größte Teil wird jedoch im Norden in den Provinzen Oristano und Sassari produziert.
Im Jahr 2017 wurden von 1271 Hektar Rebfläche 106.814 Hektoliter DOC-Wein erzeugt.

## Erzeugung
Außer dem Stillwein Vermentino di Sardegna werden ein Vermentino di Sardegna Spumante und ein Vermentino di Sardegna Frizzante produziert. Die Stillweine und der Frizzante werden trocken bis lieblich ausgebaut. Der Spumante kann naturherb bis halbtrocken ausgebaut sein. Die Denomination schreibt vor, dass mindestens 85 % der Rebsorte Vermentino enthalten sein müssen. Höchstens 15 % andere weiße Rebsorten, die für den Anbau in der Region Sardinien zugelassen sind, dürfen zugesetzt werden.
Insbesondere die trockenen Weine der DOC können mit den bekannteren Weinen der DOCG-Denomination Vermentino di Gallura mithalten.

## Beschreibung
Laut Denomination (Auszug):

### Vermentino di Sardegna
- Farbe: strohgelb mit leicht grünlichen Reflexen
- Geruch: charakteristisch zart und angenehm
- Geschmack: von trocken bis lieblich, charakteristisch, fruchtig, frisch, mit einem leicht bitteren Nachgeschmack
- Alkoholgehalt: mindestens 10,5 Vol.-%
- Säuregehalt: mind. 4,5 g/l
- Trockenextrakt: mind. 14,0 g/l

### Vermentino di Sardegna Spumante
- Perlage: intensiv fein und anhaltend
- Farbe: strohgelb mit leicht grünlichen Reflexen
- Geruch: charakteristisch, zart und angenehm
- Geschmack: von naturherb bis halbtrocken, charakteristisch, fruchtig, frisch, mit einem leicht bitteren Nachgeschmack
- Alkoholgehalt: mindestens 10,0 Vol.-%, mit einem Rest von mindestens 1,0 % potentiellem Alkoholgehalt
- Säuregehalt: mind. 4,5 g/l
- Trockenextrakt: mind. 14,0 g/l